# Салієв Валерій
Валерій Салієв (6 квітня 1970, Харків, Українська РСР, СРСР) — український радянський хокеїст, нападник або захисник.

## Спортивна кар'єра
Вихованець харківської Спортивної дитячо-юнацької школи олімпійського резерву (СДЮШОР). Три сезони захищав кольори харківського «Динамо», у тому числі і у вищій лізі (1988/1989). У Міжнаціональній хокейній лізі виступав за череповецький «Металург».

## Статистика
| Сезон              | Команда                   | Ліга               | І   | Г | П  | 0  | Штр |
| ------------------ | ------------------------- | ------------------ | --- | - | -- | -- | --- |
| 1989-90            | «Динамо» (Харків)         | вища               | 5   | 0 | 0  | 0  | 0   |
|                    | «Динамо» (Харків)         | перехідна          | 11  | 0 | 0  | 0  | 10  |
| 1990-91            | «Динамо» (Харків)         | перша              | 59  | 0 | 3  | 3  | 50  |
| 1991-92            | «Динамо» (Харків)         | перша              | 51  | 2 | 7  | 9  | 42  |
| Всього за «Динамо» | Всього за «Динамо»        | Всього за «Динамо» | 126 | 2 | 10 | 12 | 102 |
| 1992-1993          | «Металург» (Череповець)   | МХЛ                | 39  | 1 | 0  | 1  | 14  |
|                    | «Металург-2» (Череповець) | перша              | 2   | 0 | 0  | 0  | 4   |
| 1993-1994          | «Металург» (Череповець)   | МХЛ                | 35  | 1 | 0  | 1  | 26  |